# 陳灝 (明朝)
陳灝（14世紀—15世紀），字季周，福建福州府長樂縣人，明朝政治人物。

## 生平
陳灝是永樂十五年（1417年）丁酉科福建鄉試舉人，授松陽訓導，改封川教諭，為人謹慎，造士有方，陞交趾道監察御史，彈劾宦官貪污置於法，遷山西按察司僉事，正統十四年（1449年）升陝西按察使，景泰二年（1451年）致仕回鄉，嘉靖四十二年（1563年）入祀名宦祠。當初他擔任教官時，得同鄉嚴烜推薦，到他擔任御史克舉其職，世人稱嚴烜知人。

## 引用
1. 1 2  民國《（福建）長樂縣志·卷二十三·列傳三》：陳灝，字季周 府志作繼周，縣西人，永樂丁酉舉人，初訓導松陽，改封川，擢交趾道監察御史，疏劾中官奸貪置於法，以僉事督學山西，轉陝西按察使致仕，初灝為教官時，同郡嚴烜薦之，及灝為御史，克舉其職，世以烜為知人 弘治劉志。
2. ↑  道光《封川縣志·志五》：陳灝，字季周，福建長樂人，由鄉薦宣德間授封川教諭，持身克慎，造士有方，擢交趾監察御史，官至陝西按察使，嘉（靖）四十二年祀名宦。 吳府志